# Peter Krause (Kameramann, 1961)
Peter Joachim Krause (* 20. August 1961 in Hannover) ist ein deutscher Kameramann.

## Leben
Peter Joachim Krause wuchs in Hamburg auf. Nach seinem Studium in Kunst und Musik zog er nach Los Angeles, wo er einige Jahre als Kameraassistent lebte und arbeitete. So assistierte er Karl Walter Lindenlaub in den jeweils von Roland Emmerich inszenierten Filmen Universal Soldier, Stargate, Independence Day und Godzilla. Seit seiner Rückkehr nach Deutschland Ende der 1990er zeigte er sich für Fernsehfilme wie Das beste Stück und Die Jagd nach dem Bernsteinzimmer und Kinofilme wie Asphaltflimmern, Sonnenallee und Erkan & Stefan in Der Tod kommt krass als Kameramann verantwortlich.
Krause ist Mitglied der Deutschen Filmakademie und im Berufsverband Kinematografie (BVK).

## Filmografie (Auswahl)
- 1994: Asphaltflimmern
- 1999: Sonnenallee
- 2000: Flashback – Mörderische Ferien
- 2001: Möwengelächter
- 2001: Ein Millionär zum Frühstück
- 2002: Das beste Stück
- 2003: Der Fußfesselmörder
- 2005: Erkan & Stefan in Der Tod kommt krass
- 2005: Arme Millionäre (Fernsehserie, 4 Folgen)
- 2006: Der Kranichmann
- 2007: Die Blüten der Sehnsucht
- 2007: Die drei ??? – Das Geheimnis der Geisterinsel
- 2009: Die drei ??? – Das verfluchte Schloss
- 2009: Crashpoint – 90 Minuten bis zum Absturz
- 2010: Die Jagd nach der Heiligen Lanze
- 2011: Bermuda-Dreieck Nordsee
- 2012: Willkommen im Krieg
- 2012: Die Jagd nach dem Bernsteinzimmer
- 2012: Allein unter Nachbarn (Fernsehfilm)
- 2013: Tot im Wald
- 2013: Helden – Wenn dein Land dich braucht
- 2013: Tatort: Allmächtig (Fernsehreihe)
- 2014: Zwischen den Zeiten
- 2014: Auf das Leben!
- 2015: Frühling: Endlich Frühling (Fernsehreihe)
- 2015: Frühling: Frühling zu zweit (Fernsehreihe)
- 2015: Tatort: Die Wiederkehr
- 2015: Tatort: Wer Wind erntet, sät Sturm!
- 2015: Einfach Rosa – Wolken über Kapstadt
- 2016: Die letzte Reise
- 2016: Einfach Rosa – Die zweite Chance
- 2016: Tatort: Der hundertste Affe
- 2017: Harter Brocken: Die Kronzeugin
- 2017: Die Ketzerbraut (Fernsehfilm)
- 2017: Sanft schläft der Tod (Fernsehfilm)
- 2017: Eltern allein zu Haus: Frau Busche
- 2018: Frühling: Mehr als Freunde (Fernsehreihe)
- 2018: Frühling: Gute Väter, schlechte Väter (Fernsehreihe)
- 2018: Liebe auf Persisch
- 2019: Ein Sommer in Salamanca (Fernsehfilm)
- 2019: Tatort: Wo ist nur mein Schatz geblieben?
- 2019: Flucht durchs Höllental (Fernsehfilm)
- 2020: Ein Sommer in Andalusien (Fernsehfilm)
- 2021: Die Luft zum Atmen
- 2022: Süßer Rausch (Fernsehzweiteiler)
- 2022: Neben der Spur – Die andere Frau (Fernsehreihe)
- 2022: Marie fängt Feuer (Fernsehserie, 2 Folgen)
- 2023: Frühling: Das Mädchen hinter der Tür (Fernsehreihe)
- 2024: Woodwalkers